# The Emptiness
The Emptiness e il terzo album degli Alesana, pubblicato nel 2010. È il primo album ad avere come chitarrista Jake Campbell. Dall'album sono stati tratti i singoli To Be Scared by an Owl e The Thespian.

## Tracce
1. Curse of the Virgin Canvas – 4:49
2. The Artist – 3:46
3. A Lunatic's Lament – 4:05
4. The Murderer – 4:33
5. Hymn for the Shameless – 5:38
6. The Thespian – 4:42
7. Heavy Hangs the Albatross – 3:51
8. The Lover – 3:25
9. In Her Tomb by the Sounding Sea – 3:41
10. To Be Scared by an Owl – 4:11
11. Annabel – 7:19

## Concept
La storia a cui The Emptiness gira intorno è stata scritta da Dennis Lee e Shawn Milke. È stata ispirata dall'ultima poesia di Edgar Allan Poe, "Annabel Lee". La breve storia è inclusa nella sopraccopertina dell'album.

### Trama
Il principale personaggio della storia, un artista conosciuto semplicemente come "L'Artista" si sveglia un giorno e trova la sua amata, Annabel, morta, nel letto accanto a lui. Affranto e spaventato, la nasconde nel seminterrato e scappa. Vaga senza meta finché arriva ad una taverna, dove sente il suono delle risa e dell'allegria. Stabilisce che se lui non può essere felice, nessun altro può e uccide tutti nella taverna. Dopo aver vagato in molti posti e trovato l'assassino di Annabel, "The Thespian", alla fine della storia L'Artista si ritrova finalmente faccia a faccia con lui per combattere. È pugnalato ad un fianco con un coltello e si ritrova in una stanza con Annabel in possesso di un coltello. Da qui il punto di vista della storia passa da L'Artista ad Annabel e qui lei spiega che L'Artista è lentamente affondato nella pazzia, è diventato sempre più solitario e i suoi dipinti sempre più violenti. Sebbene lo amasse, alla fine si ritrova a doversi difendere da lui.
In realtà però:
Tutta la storia e tutte le canzoni sono fittizi.
l'amante e l'artista, che sono la stessa persona, sono profondamente 
innamorati di Annabel .. egli è ossessionato di lei e per questa 
ossessione,ha sogni e allucinazioni di ciò che potrebbe accadere se 
il suo tesoro Annabel fosse morta. tutto quello che vedeva,lo scrisse nel 
suo libro e Annabel una volta ha trovato questo libro, e ha ucciso 
l'amante / artista, perché stava diventando pazzo.
Annabel non è mai stata uccisa era tutto nella fantasia 
dell'artista / l'amante